# Antambahoaka
Les Antambahoaka (« Ceux où il y a beaucoup de population », ou dérivé de Ratiambahoaka, « aimé du peuple » ; prononciation approximative : An'tam'baôk) sont un peuple côtier de Madagascar. Ils vivent sur un petit territoire au sud-est de l’île, non loin de Mananjary, voisinant avec les Betsimisaraka au nord, les Tanala à l'ouest et les Antaimoro au sud.

## Ethnonymie
Selon les sources, on observe quelques variantes : Antambahoakas, Tambahoaka.

## Histoire
Comme toutes les ethnies malgaches, les Antambahoakas sont d'origine austronésienne. Ils font partie du groupe paléomalgache Vezo (ethnies côtières, par opposition aux Vazimbas des hauts plateaux).
Dès la fin du premier millénaire jusqu'à 1600 environ, les Vazimba de l'intérieur autant que les Vezo des côtes accueillirent de nouveaux immigrants moyen-orientaux (Perses Shirazi, Arabes Omanites, Juifs arabisés) et orientaux (Indiens Gujarati, Malais, Javanais, Bugis) voire européens (Portugais) qui s'intégrèrent et s'acculturèrent à la société Vezo et Vazimba, souvent par alliance matrimoniale. Bien que minoritaires, les apports culturels, politiques et technologiques de ces nouveaux arrivants à l'ancien monde Vazimba et Vezo modifièrent substantiellement leur société et sera à l'origine des grands bouleversements du XVIe qui conduiront à l'époque féodale malgache.
Sur les côtes, l'intégration des nouveaux immigrés orientaux, moyen orientaux et africains donnèrent naissance aux ethnies et/ou royaumes Antakarana, Boina, Menabe et Vezo (Côte Ouest), Mahafaly et Antandroy (Sud), Antesaka, Antambahoaka, Antemoro, Antanala, Betsimisaraka (Côte Est).
Une explication quant à l’origine du nom Antambahoaka remonte à Ravalarivo qui s’intalla à Masindrano (aujourd'hui quartier de Mananjary). Aimé du peuple, on lui donna le surnom de Ratiambahoaka d’où dérive peut-être le nom donné à ses descendants - Antambahoaka. Groupés autour de la ville Mananjary, les Antambahoaka se disent descendant de Raminia en provenance de La Mecque entre le Xe et le XIIe siècle. Certains préceptes de l’islam se retrouvent à travers les coutumes. Ainsi les chefs de clan doivent s’abstenir de manger du porc et la viande doit provenir d’animaux saignés.

## Langue
Le dialecte antambahoaka est une branche du malgache, une langue malayo-polynésienne.

## Spécificités culturelles
Les Antambahoaka ont conservé dans leur vocabulaire plusieurs mots islamisés et quelques lettrés savent encore retranscrire leur langue en écriture arabe. L’habit traditionnel que porte les mpanjaka (rois), à l’occasion des fêtes, est constitué d’une chéchia rouge et d’un vêtement ample à larges rayures rouges et noires.

### Lesambatra
Le sambatra, ou rituel de circoncision collective, a lieu tous les 7 ans, dans toutes les villes et tous les villages antambahoakas, et marque l'entrée dans le monde des adultes des jeunes garçons circoncis à cette occasion.
Le sambatra est une fête pouvant durer un mois. C'est une fête très populaire et extrêmement joyeuse, durant laquelle les femmes se parent de leurs plus beaux lambas. Plusieurs rituels sont accomplis au début : les tenues rouges des petits garçons sont préparées, les jeunes gens vont puiser l'eau destinée à laver la plaie des circoncis, un simulacre de bataille oppose les jeunes gens entre eux, puis une procession a lieu vers le canal des Pangalanes.
La circoncision proprement dite a lieu un vendredi.

### Lefady(tabou) des jumeaux
Chez les Antambahoakas, un fady (tabou ancestral) interdit d'élever des jumeaux. Celui-ci remonterait à une guerre tribale entre les Antambahoaka et une ethnie de la forêt. Durant une bataille, une femme ayant oublié un de ses jumeaux en fuyant son village occupé, aurait rebroussé chemin pour tenter de le récupérer. Capturée par les soldats ennemis, la femme auraient été violée. Depuis, les jumeaux, jugés responsables du drame, sont bannis de l'organisation sociale de la communauté. 
Naguère les jumeaux étaient tué, mais désormais ils ne sont qu'abandonnés. Les enfants sont élevés dans des orphelinats comme le centre d'accueil et de transit des jumeaux abandonnés (CATJA) de Mananjary, afin d'être adoptés. 
Cette pratique est régulièrement dénoncée par les instances nationales et internationales, mais la coutume est fortement ancrée. Néanmoins, les mentalités évoluent notamment chez les populations jeunes, et déjà, dans un village voisin de Mananjary, le Mpanjaka, le chef coutumier gardien de la tradition, a décidé de lever ce tabou. Une grande cérémonie fut organisée et des zébus furent sacrifiés pour se prémunir contre la colère possible des ancêtres.